# Leslie S. Ettre
Leslie Stephen Ettre (16 septembre 1922 – 1er juin 2010) est un chimiste et scientifique américano- hongrois connu pour ses contributions dans le domaine de la chromatographie, en particulier la chromatographie en phase gazeuse sur colonne ouverte, ainsi que pour ses travaux sur l'histoire de la chromatographie .

## Biographie
Leslie Ettre est né à Szombathely, en Hongrie et a obtenu un diplôme équivalent à une maîtrise en sciences en génie chimique en 1946 à l'Université technique de Budapest. Il a ensuite reçu un doctorat technique (Tech.) du même établissement. Lui et son épouse, Kitty (Polonyi) Ettre (192? –199?) ont immigré aux États-Unis en 1958. Ils ont eu une fille. Après la mort de sa première épouse, il se remarie en 2009.

## Travaux
De 1946 à 1956, Ettre a travaillé dans des entreprises de génie pharmaceutique et chimique en Hongrie. En 1956, il est nommé chef du département des industries de l'Institut de recherche hongrois sur les plastiques de Budapest. Il a occupé le poste d’ingénieur chimiste chez Lurgi AG à Francfort-sur-le-Main, en Allemagne de l’Ouest, où il a commencé à travailler sur la chromatographie en phase gazeuse. Aux États-Unis, Leslie Ettre a travaillé pour la PerkinElmer Corporation de 1958 jusqu'à  sa retraite en 1990 ; il a occupé les postes d'ingénieur d'application, de spécialiste produit, de chimiste en chef des applications et de scientifique principal, puis de scientifique principal.
Le domaine de recherche principal d'Ettre est la chromatographie. Ses travaux ont couvert divers domaines, notamment les études de surface, l'analyse des traces, la réponse des détecteurs, la chromatographie en phase gazeuse par réaction, le système d'indice de rétention de Kovats, la chromatographie gazeuse sur espace de tête, et en particulier la théorie et la pratique de la chromatographie en phase gazeuse sur colonne capillaire. Après sa retraite, il s'est concentré sur l'histoire et l'évolution de la chromatographie et ses relations avec d'autres disciplines scientifiques.
L’histoire et les variations de la philatélie hongroise de 1900 à 1944 sont l’une de ses activités les moins connues. Il est l’auteur de plusieurs monographies publiées par la Société pour la philatélie hongroise.

## Université
Ettre a été maître de conférences et professeur auxiliaire dans plusieurs universités :  Université Veszprém, Budapest, Hongrie (1950-1952), Université de Houston, Texas, États-Unis (1986-1968), Université Johannes Kepler, Linz, Autriche et Département de génie chimique de l'Université Yale, New Haven, Connecticut, États-Unis. États (1977 – 1978, 1988-200??), où il a été professeur auxiliaire et chercheur associé.
Il a été rédacteur en chef de Chromatographia de 1970 à 1994, année où il est devenu membre du conseil consultatif de la revue. Il a fait partie des comités consultatifs de rédaction du Journal of Chromatographic Science (1963-1994) et du Journal of Liquid Chromatography (1984-1993), ainsi que de celui de LC / GC Magazine dans les éditions Amérique du Nord et Europe, ou encore du Magyar Kemikusok Lapja (revue chimique hongroise). Il a été l'auteur de l'éditorial « Milestones in Chromatography » dans LC / GC Magazine de 1999 à 2008.
Leslie Ettre a été membre de la Commission de la nomenclature analytique de l'Union internationale de chimie pure et appliquée (UICPA) de 1982 à 1990, où il était responsable du développement de la « Nomenclature unifiée pour la chromatographie » publiée en 1993 . Il a également été membre du comité exécutif du comité E-19 sur la chromatographie de l'ASTM International (Société américaine pour les essais et les matériaux) de 1966 à 1973) ; membre étranger du comité exécutif de la Société britannique de chromatographie (1992-1997) ; et membre du comité exécutif de la sous-division de chromatographie de la division de chimie analytique de l'American Chemical Society (ACS).

## Prix Leslie Ettre
En 2008, le prix Leslie Ettre du Symposium international sur la chromatographie capillaire a été créé par PerkinElmer Corporation. Le prix est décerné chaque année à un scientifique de 35 ans ou moins pour les recherches originales les plus intéressantes sur la chromatographie en phase gazeuse capillaire dans le domaine de la sécurité environnementale et alimentaire,.

## Publications
Leslie Ettre est auteur ou co-auteur de près de 300 publications scientifiques, 20 ouvrrages  éditeur  et co-éditeur de 42 livres. Il a été membre de nombreuses sociétés de chimie professionnelles. De 1968 à 1974, il a été rédacteur en chef de l’ Encyclopedia of Industrial Chemical Analysis.

### Publications sélectionnées
- Foster Dee Snell, Clifford L Hilton, Leslie S Ettre, Encyclopedia of Industrial Chemical Analysis (John Wiley & Sons, 1966 – 1974), 20 volume set.
- L. S. Ettre, "Farewell to 'Milestones in Chromatography'," LC/GC North America April, 2008.
- Leslie S. Ettre et Albert Zlatkis, 75 Years of Chromatography : A Historical Dialogue, Elsevier, 26 août 2011, 501 p. (ISBN 978-0-08-085817-3, lire en ligne)
- Chromatography: the Separation Technique of the 20th Century, Chromatographia Vol. 51, No. 1/2, January 2000, p. 7-17 (Centennial Review).

## Sources
- (en) Cet article est partiellement ou en totalité issu de l’article de Wikipédia en anglais intitulé « L. S. Ettre » (voir la liste des auteurs).
- « Leslie Stephen ETTRE », nécrologie, Hartford Courant, 4 juin 2010 .
- CW Gerhke, « Chromatography: A Century of Discovery 1900-2000 : The Bridge to the Sciences/Technology », Journal of Chromatographie Vol. 64 (Elsevier, 2001), pp.   178 – 179.
- « Happy Birthday Professor Leslie S. Ettre », Chromatographia (2007) 66 (5-6), 301.